# Olympische Winterspiele 1980/Bob – Zweierbob (Männer)
Beim Zweierbob der Männer bei den Olympischen Winterspielen 1980 fanden insgesamt vier Läufe statt. Die ersten beiden Läufe wurden am 15. Februar ausgetragen. Der dritte und vierte Lauf fanden am 16. Februar statt. Ausgetragen wurde der Zweierbobwettbewerb der Männer auf der Olympia-Bobbahn Mount Van Hoevenberg.
Nach zwei Läufen führte Schärer in 2:04,63 min vor Germeshausen (2:05,06 min), Nehmer (2:05,27 min) und Hiltebrand (2:05,33 min); die beiden österreichischen Schlitten lagen mit Paulweber (2:07,19 min) und Sperling (2:07,22 min) auf den Rängen 7 und 8. Schärer war im ersten Lauf in 1:01,87 min ein Bahnrekord gelungen, der die Grundlage für die Goldmedaille darstellte und er baute am zweiten Tag trotz schlechter Bahnverhältnisse (dazu Schneefall) seinen Vorsprung weiter aus.

## Ergebnisse
| Rang | Land               | Athleten                                   | Lauf (s) | Lauf (s) | Lauf (s) | Lauf (s) | Gesamt (min) |
| Rang | Land               | Athleten                                   | 1        | 2        | 3        | 4        | Gesamt (min) |
| ---- | ------------------ | ------------------------------------------ | -------- | -------- | -------- | -------- | ------------ |
| 1    | Schweiz            | Erich Schärer Josef Benz                   | 61,87    | 62,76    | 62,29    | 62,44    | 4:09,36      |
| 2    | DDR                | Bernhard Germeshausen Hans-Jürgen Gerhardt | 62,58    | 62,48    | 63,31    | 62,56    | 4:10,93      |
| 3    | DDR                | Meinhard Nehmer Bogdan Musiol              | 62,39    | 62,88    | 62,86    | 62,95    | 4:11,08      |
| 4    | Schweiz            | Hans Hiltebrand Walter Rahm                | 62,37    | 62,96    | 63,35    | 62,64    | 4:11,32      |
| 5    | Vereinigte Staaten | Howard Siler Dick Nalley                   | 63,04    | 63,04    | 62,65    | 63,00    | 4:11,73      |
| 6    | Vereinigte Staaten | Brent Rushlaw Joe Tyler                    | 62,90    | 62,81    | 62,99    | 63,42    | 4:12,12      |
| 7    | Österreich         | Fritz Sperling Kurt Oberhöller             | 63,58    | 63,64    | 63,13    | 63,23    | 4:13,58      |
| 8    | BR Deutschland     | Peter Hell Heinz Busche                    | 63,87    | 63,63    | 62,91    | 63,33    | 4:13,74      |
| 9    | Österreich         | Franz Paulweber Gerd Zaunschirm            | 63,52    | 63,67    | 63,01    | 63,70    | 4:13,90      |
| 10   | Großbritannien     | Jonnie Woodall John Howell                 | 64,12    | 64,12    | 63,65    | 64,03    | 4:15,92      |
| 11   | Rumänien           | Dragoș Panaitescu-Rapan Gheorghe Lixandru  | 63,99    | 64,30    | 63,75    | 64,00    | 4:16,04      |
| 12   | BR Deutschland     | Georg Großmann Alexander Wernsdorfer       | 63,50    | 64,93    | 63,85    | 63,85    | 4:16,13      |
| 13   | Kanada             | Joey Kilburn Robert Wilson                 | 64,07    | 64,27    | 63,96    | 63,91    | 4:16,21      |
| 14   | Italien            | Andrea Jory Edmund Lanziner                | 63,73    | 64,19    | 63,97    | 64,45    | 4:16,34      |
| 15   | Schweden           | Carl-Erik Eriksson Kenth Rönn              | 63,56    | 64,49    | 63,22    | 65,65    | 4:16,92      |
| 16   | Italien            | Giuseppe Soravia Georg Werth               | 64,75    | 64,81    | 64,30    | 64,31    | 4:18,17      |
| 17   | Großbritannien     | Roger Potter Michael Pugh                  | 64,93    | 64,77    | 64,40    | 64,47    | 4:18,57      |
| 18   | Rumänien           | Constantin Iancu Constantin Obreja         | 64,58    | 64,52    | 64,76    | 64,77    | 4:18,63      |
| 19   | Japan              | Yoshimitsu Kadowaki Yūji Funayama          | 64,62    | 64,92    | 64,82    | 64,30    | 4:18,66      |
| 20   | Kanada             | Brian Vachon Serge Cantin                  | 64,66    | 64,67    | 64,38    | 65,05    | 4:18,76      |